# Spelen van de Kleine Staten van Europa 2005
De Spelen van de Kleine Staten van Europa 2005 vormden de elfde editie van de Spelen van de Kleine Staten van Europa. Ze werden gehouden van 30 mei tot en met 4 juni 2005. Het gastland van dienst was Andorra. Het was voor de tweede maal in de geschiedenis dat Andorra gastheer was, na 1991. Het land moest zich niet kandidaat stellen om de Spelen te mogen organiseren, aangezien er voor deze Spelen gebruik wordt gemaakt van een rotatiesysteem, waardoor alle landen even vaak de organisatie op zich nemen.
Er werd om de eer gestreden in elf sporten. Er namen 793 atleten deel aan deze Spelen, een record. Cyprus had met 150 deelnemers de grootste delegatie, gastland Andorra kwam met 132 atleten ten tonele. IJsland en Luxemburg hadden 120 en 118 particanten. Verder had San Marino 94 atleten, Monaco 76, Malta 66 en Liechtenstein 37.
De Spelen werden geopend door Joan Enric Vives i Sicília, de Spaanse co-vorst van Andorra.

## Programma

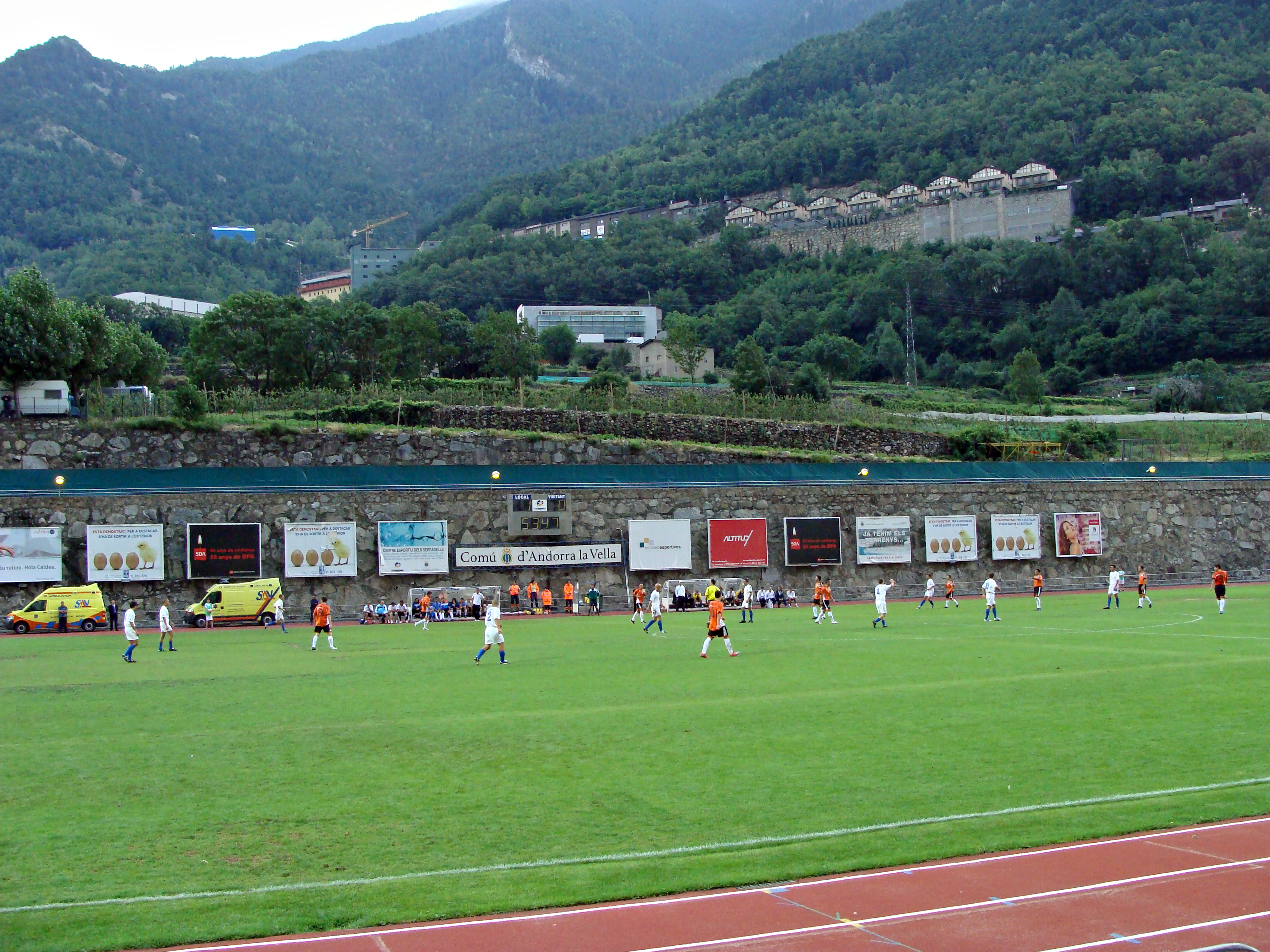
Het Estadi Comunal d'Andorra la Vella in Andorra la Vella, waar de openings- en sluitingsceremonie en de atletiekonderdelen werden georganiseerd.

| ● | Openingsceremonie | ● | Wedstrijddagen | ● | Sluitingsceremonie |

| Onderdeel      | 30-05 | 31-05 | 01-06 | 02-06 | 03-06 | 04-06 | Locatie                                 |
| -------------- | ----- | ----- | ----- | ----- | ----- | ----- | --------------------------------------- |
| Ceremonies     | ●     |       |       |       |       | ●     | Andorra la Vella                        |
| Atletiek       |       | ●     |       | ●     |       | ●     | Andorra la Vella                        |
| Basketbal      |       | ●     | ●     | ●     | ●     | ●     | Andorra la Vella                        |
| Beachvolleybal |       | ●     | ●     | ●     | ●     |       | Andorra la Vella                        |
| Judo           |       | ●     |       | ●     |       |       | Escaldes-Engordany                      |
| Schietsport    |       | ●     | ●     | ●     | ●     |       | Andorra la Vella en Sant Julià de Lòria |
| Taekwondo      |       |       |       |       | ●     | ●     | Escaldes-Engordany                      |
| Tafeltennis    |       | ●     | ●     | ●     | ●     | ●     | Encamp                                  |
| Tennis         |       | ●     | ●     | ●     | ●     | ●     | La Massana                              |
| Volleybal      |       | ●     | ●     | ●     | ●     | ●     | Andorra la Vella                        |
| Wielersport    |       | ●     |       |       | ●     | ●     | Andorra la Vella en La Massana          |
| Zwemmen        |       | ●     | ●     | ●     | ●     |       | Andorra la Vella                        |

## Medaillespiegel
| Plaats | Land          | Goud | Zilver | Brons | Totaal |
| 1      | Cyprus        | 39   | 28     | 24    | 91     |
| 2      | IJsland       | 26   | 23     | 27    | 76     |
| 3      | Luxemburg     | 18   | 21     | 23    | 62     |
| 4      | Monaco        | 11   | 8      | 18    | 37     |
| 5      | Andorra       | 8    | 14     | 9     | 31     |
| 6      | Malta         | 7    | 13     | 18    | 38     |
| 7      | San Marino    | 6    | 9      | 7     | 22     |
| 8      | Liechtenstein | 5    | 5      | 3     | 13     |
| Totaal | Totaal        | 120  | 121    | 129   | 370    |

## Deelnemende landen
Er namen acht landen deelnemen aan deze Spelen van de Kleine Staten van Europa.
| - Andorra - Cyprus - IJsland - Liechtenstein | - Luxemburg - Malta - Monaco - San Marino |

1985 · 1987 · 1989 · 1991 · 1993 · 1995 · 1997 · 1999 · 2001 · 2003 · 2005 · 2007 · 2009 · 2011 · 2013 · 2015 · 2017 · 2019 · 2023 · 2025